# Renault 21
Renault 21 (type 48) eller kort R21 var en personbilsmodel fra Renault. Den blev bygget mellem foråret 1986 og slutningen af 1994 (Nevada til slutningen af 1995), og tilhørte den store mellemklasse.

## Modelhistorie
R21 fandtes i tre forskellige karrosserivarianter: Sedan, combi coupé og stationcar.
I første omgang fandtes R21 fra marts 1986 kun som sedan. Stationcarversionen, som også fandtes med syv siddepladser, blev introduceret i juni 1986 under betegnelsen Nevada. I september 1989 kom samtidig med et facelift af modelserien en 5-dørs combi coupé.
R21 fandtes i flere forskellige udførelser i forhold til såvel motor som udstyr.
GTS-udstyret omfattede servostyring, el-ruder og centrallåsesystem med infrarød fjernbetjening.
I den første modelgeneration kunne de dyrere versioner med langsliggende motor mod merpris leveres med ABS og manuelt klimaanlæg.
- Renault 21 sedan
- Renault 21 Nevada (1986−1989)
- Renault 21 Turbo (1987−1989)

I september 1989 fik R21 et facelift, hvilket gav modellen et rundere og mere moderne udseende og valg mellem flere forskellige udstyrsvarianter. Dermed kunne den faceliftede R21 som ekstraudstyr fås med bl.a. ABS, klimaanlæg og klimaautomatik.
- Renault 21 sedan (1989−1994)
- Bagfra
- Renault 21 combi coupé (1989−1994)
- Renault 21 Nevada (1989−1995)

Stationcarversionen blev i maj 1993 omdøbt til Renault Nevada.
Combi coupé- og sedanversionerne med benzinmotor udgik af produktion i starten af 1994 samtidig med introduktionen af den nye Laguna, mens dieselversionerne og Nevada forblev i produktion indtil de tilsvarende versioner af Laguna blev lanceret (dieselversionerne i slutningen af 1994 og Nevada i slutningen af 1995).

## Tekniske data
| Model         | Cylindre | Ventiler pr. cylinder | Slagvolume cm³ | Max. effekt kW (hk) / omdr. | Max. drejningsmoment Nm / omdr. | Motorkode       | Fødesystem | Katalysator | 0-100 km/t sek. | Topfart km/t | Byggeperiode     |
| ------------- | -------- | --------------------- | -------------- | --------------------------- | ------------------------------- | --------------- | ---------- | ----------- | --------------- | ------------ | ---------------- |
| Benzinmotorer |          |                       |                |                             |                                 |                 |            |             |                 |              |                  |
| (G)TL         | 4        | 2                     | 1397           | 51 (69) / 5250              | 106 / 3000                      | C2J 770         | Karburator | Nej         |                 |              | 6/1988 – 10/1993 |
| (G)TL         | 4        | 2                     | 1721           | 55 (75) / 5000              | 125 / 3250                      | F2N 712         | Karburator | Nej         | 12,0            | 173          | 3/1986 – 12/1987 |
| (G)TL         | 4        | 2                     | 1721           | 54 (73) / 5000              | 127 / 2750                      | F3N 726         | Monopoint  | Ja          | 12,5            | 172          | 7/1986 – 2/1994  |
| (G)TS, TSE    | 4        | 2                     | 1721           | 68 (92) / 5750              | 138 / 3000                      | F2N 710         | Karburator | Nej         | 10,7            | 185          | 3/1986 – 3/1993  |
| (G)TS, TSE    | 4        | 2                     | 1721           | 69 (94) / 5200              | 143 / 3000                      | F3N 722/723     | Multipoint | Ja          | 10,7            | 185          | 3/1986 – 2/1994  |
| (G)TS, TSE    | 4        | 2                     | 1721           | 66 (90) / 5250              | 140 / 3000                      | F3N 722/723     | Multipoint | Ja          |                 |              | 9/1989 – 12/1995 |
| GTX, TXE      | 4        | 2                     | 1995           | 88 (120) / 5500             | 168 / 4500                      | J7R 746/747     | Multipoint | Nej         | 9,7             | 200          | 3/1986 – 12/1993 |
| GTX, TXE      | 4        | 2                     | 2165           | 79 (107) / 5000             | 169 / 3500                      | J7T 754/755     | Multipoint | Ja          | 9,9             | 192          | 7/1986 – 12/1995 |
| TXI           | 4        | 3                     | 1995           | 103 (140) / 6000            | 176 / 4300                      | J7R             | Multipoint | Nej         |                 |              |                  |
| TXI           | 4        | 3                     | 1995           | 99 (135) / 6000             | 174 / 4300                      | J7R 740         | Multipoint | Ja          | 9,6             | 203          | 2/1990 – 12/1995 |
| Turbo         | 4        | 2                     | 1995           | 129 (175) / 5200            | 270 / 3000                      | J7R 752         | Multipoint | Nej         | 7,4             | 227          | 4/1987 – 10/1993 |
| Turbo         | 4        | 2                     | 1995           | 119 (162) / 5500            | 260 / 3000                      | J7R 756         | Multipoint | Ja          | 8,1             | 222          | 2/1990 – 10/1992 |
| Dieselmotorer |          |                       |                |                             |                                 |                 |            |             |                 |              |                  |
| (G)SD         | 4        | 2                     | 1870           | 47 (64) / 4500              | 118 / 2250                      | F8Q 710         | Forkammer  | Nej         | 16,0            | 155          | 8/1989 – 10/1993 |
| (G)TD         | 4        | 2                     | 2068           | 53 (72) / 4500              | 139 / 2250                      | J8S 600/740     | Forkammer  | Nej         | 15,1            | 170          | 5/1989 – 12/1995 |
| Turbo D(X)    | 4        | 2                     | 2068           | 65 (88) / 4250              | 184 / 2000                      | J8S 714/786/788 | Forkammer  | Nej         | 11,8            | 177          | 3/1986 – 12/1995 |

- Benzinmotorerne i Renault 21 er af fabrikanten ikke frigivet til brug med E10-brændstof.[4]

## Øvrigt
Renault 21 havde en bemærkelsesværdig karrosseristruktur. Bilen vejede kun ca. 1050 kg og opfyldte derved i 1987 de daværende US-sikkerhedsnormer. Karrosseriet var udstyret med forstærkninger af letmetallegeringer, motorblokken rut placeret på den største akselbærer med gummi imellem, som fungerede som hjælperammer til kollisionsstrukturen. Sidestabiliteten blev opnået ved hjælp af to tværbærere i vognbunden. Den mindre, lignende konstruerede Renault 19 (vægt ca. 930 kg) opnåede ved kollisionstests i starten af 1990'erne gode resultater, også i forhold til Volkswagen Golf og Opel Astra.
Derudover er R21 blevet bygget i mange forskellige karrosserivarianter, da der var nødt til at findes to akselafstande for at kunne benytte de forskellige motorvarianter (langs- eller tværliggende). De langsliggende motorer havde den korte akselafstand, genkendelig på forskærmen. Hjulet havde her en mindre afstand til fordøren end på versioner med tværliggende motor. Visse versioner fandtes også med firehjulstræk.

## R21 i andre lande

### Argentina
R21 blev i Argentina fremstillet på Renaults fabrik i Santa Isabel mellem slutningen af 1988 og starten af 1996. Produktionen fortsatte i Argentina også et stykke tid efter, at den var indstillet i Europa. Der blev bygget to forskellige karrosserityper: sedan og Nevada (stationcar) med både benzin- og dieselmotorer. Den eneste tilgængelige benzinmotor var på 2,2 liter, med karburator i tidlige og benzinindsprøjtning i senere modeller, og dieselmotoren var på 2,1 liter. Begge motorer kunne fås i begge karrosserivarianter. Combi coupé'en blev importeret fra Frankrig og kaldt "Alizé". Modellen blev efterfølgende afløst af Laguna.

### Tyrkiet
R21 blev fremstillet i Tyrkiet i de tidlige 1990'ere under navnene Optima (basismodel), Manager (1,7 liter 90 hk) senere Manager 2000 (2,0 liter 122 hk) og Concorde (topmodel). Bilen blev produceret og solgt frem til slutningen af 1996.

### USA og Canada
R21 blev også markedsført i USA og Canada i en kort periode under navnet Renault Medallion og senere Eagle Medallion med 2,2-liters benzinmotoren som eneste motoralternativ. Bilen nåede dog kun at være på markedet få måneder i 1987, før Renault solgte deres andel i American Motors Corporation (AMC) til Chrysler. Herefter fortsatte Chrysler med at markedsføre bilen frem til 1989.

### Colombia
I 1987 blev R21 introduceret i Colombia som firedørs sedan med 2,0-motor. Nevada fulgte i oktober måned samme år med samme motor som sedanversionen. I 1989 introducerede Sociedad de Fabricación de Automotores (SOFASA) en version kaldet RS, udstyret med 1,6 C2L-motor fra TXE-modellen af Renault 9. I 1990 blev modellen omdøbt til Étoile.